# 梁承泰
梁承泰（韓語：양승태，1948年1月26日—），韓國法官，曾任第15屆大法院院长。

## 生平
1970年畢業於首爾大學法學院，同年通過第12屆司法考試後被任命為法官，1975年11月開始擔任首爾民事地方法院法官。
曾在大邱地方法院、首爾高等法院、濟州地方法院、司法學院、法院行政處、釜山高等法院以及首爾中央地方法院擔任法官。 
1998年IMF亞洲金融風暴時，擔任首爾地方法院破產部首席部長，並組織破產實務研究會研究破產相關的各種法律問題。
2002年擔任釜山地方法院院長等職務後，2003年擔任專利法院院長，2005年2月被任命為大法院大法官。
2009年2月16日被任命為中央選舉管理委員會委員長。
2011年9月25日，被李明博總統任命為大法院院長，2017年9月24日卸任。
2017年2月，法院行政處發生人事問題，疑似有「濫用司法行政權」及「審判交易」的爭議，當時擔任大法院院長的梁承泰，成立調查小組，經過一個月的調查結果顯示沒有問題。2017年9月新任大法院院長金命洙就任後，成立追加調查委員會，在委員會發布審判交易事件調查結果時，2018年6月1日梁承泰首次表態表示否認此事。
2019年1月24日凌晨，因涉嫌任內濫用司法行政權，有40餘項罪（主要罪名有制定法官黑名單、干預韓籍二戰勞工向日索賠案的審理等）而遭到南韓中央地方法院簽發逮捕令，並以嫌疑人身份出庭受審，為南韓憲政史上首見。